# Robert Iler
Robert Michael Iler (New York, New York, 2. ožujka 1985.) američki je glumac, najpoznatiji po ulozi A.J. Soprana iz televizijske serije Obitelj Soprano.

## Vanjske poveznice
- Robert Iler u internetskoj bazi filmova IMDb-u (engl.)